# Мотрунки (Хмельницький район)
Мотру́нки — село в Україні, у Щиборівській сільській громаді Хмельницького району Хмельницької області. Населення становить 377 осіб.

## Географія
У селі бере початок річка Безіменна.

## Історія
У 1906 році село Красилівської волості Старокостянтинівського повіту Волинської губернії. Відстань від повітового міста 31 верст, від волості 9. Дворів 124, мешканців 805. 1730 року в селі збудований костел, пізніше — церква св. Дмитра.
Колищній орган місцевого самоврядування — Михайлівецька сільська рада.

## Населення

### Мова
Розподіл населення за рідною мовою за даними перепису 2001 року:
| Мова       | Кількість | Відсоток |
| ---------- | --------- | -------- |
| українська | 375       | 99.47 %  |
| російська  | 2         | 0.53 %   |
| Усього     | 377       | 100 %    |

## Відомі люди
Батьківщина відомого поета Болюха Романа Івановича (1930-2014).